# Malthinus pseudoreflexus
Malthinus pseudoreflexus is een keversoort uit de familie soldaatjes (Cantharidae). De wetenschappelijke naam van de soort werd in 1994 gepubliceerd door Svihla.